# Пенчин (Брестская область)
Пенчи́н (бел. Пянчын) — деревня в Городищенском сельсовете Барановичского района Брестской области Республики Беларусь. Население — 10 человек (2023).

## География
Расположена в 24 км (27 км по автодорогам) к северо-северо-востоку от центра Барановичей, на расстоянии 8,5 км (9,5 км по автодорогам) к востоку от центра сельсовета, городского посёлка Городище. Есть кладбище.
В 50 метрах к северу от деревни расположен пруд, площадью 0,0919 квадратных километров.
К востоку от деревни находится Пенчинское водохранилище.

## История
В 1909 году — деревня Циринской волости Новогрудского уезда Минской губернии, 12 дворов. Рядом находился господский двор Проэктовичи. На карте 1910 года указана под названием Пенчина.
После Рижского мирного договора 1921 года — в составе гмины Цирин Новогрудского повета Новогрудского воеводства Польши.
С 1939 года — в составе БССР, в 1940–62 годах — в Городищенском районе Барановичской, с 1954 года Брестской области. Затем — в Барановичском районе. С конца июня 1941 года по июль 1944 года оккупирована немецко-фашистскими войсками. Было разрушено 25 домов.
До недавнего времени существовали сельский клуб и ферма, принадлежавшая колхозу «Большевик».
В 2013 году деревня передана из упразднённого Карчёвского сельсовета в Городищенский.

## Население
По состоянию на 1 января 2023 года в деревне проживало 10 человек в 6 хозяйствах, в том числе 0 моложе трудоспособного возраста, 4 — в трудоспособном возрасте и 6 — старше трудоспособного возраста. 
| Численность населения (по переписи) | Численность населения (по переписи) | Численность населения (по переписи) | Численность населения (по переписи) |
| 1921                                | 1999                                | 2009                                | 2019                                |
| ----------------------------------- | ----------------------------------- | ----------------------------------- | ----------------------------------- |
| 73                                  | ↘72                                 | ↘28                                 | ↘8                                  |

## Знаменитые уроженцы
Родина Андрея Рымши (около 1550 — после 1595), белорусский поэт, основатель жанра панегирической поэзии в старо-белорусской литературе.